# Ortignano Raggiolo
Ortignano Raggiolo és un municipi situat al territori de la província d'Arezzo, a la regió de la Toscana (Itàlia).
Limita amb els municipis de Bibbiena, Castel Focognano, Castel San Niccolò, Loro Ciuffenna i Poppi.
Pertanyen al municipi d'Ortignano Raggiolo les frazioni de Badia a Tega, Raggiolo, San Piero in Frassino i Villa.